# Kenneth Levenberg
Kenneth Levenberg (New-York, 6 août 1919 - Hawaï, septembre 1973) est un statisticien américain, auteur de l'algorithme d'ajustement aux moindres carrés des systèmes d'équations non linéaires, redécouvert, perfectionné et publié par Donald Marquardt et connu sous le nom d'algorithme de Levenberg-Marquardt.
Levenberg publie la première version de cet algorithme en 1944, alors qu'il était employé au Frankford Arsenal. Il travaille par la suite pour la société Boeing où il participe au développement du Boeing 737. Il est nommé sur la liste des savants américains de mérite en 1970.
Il termine sa carrière à l'université d'Hawaï, où il meurt en 1973.

## Note et référence
1. ↑  Hommage funèbre du comté d'Hawaï